# Pinokio – opowieść o chłopcu z drewna
Pinokio – opowieść o chłopcu z drewna (oryg. Pinocchio) – dwuczęściowy włosko-brytyjski film fantasy o przygodach Pinokia w reżyserii Alberta Sironiego z 2008 roku na podstawie powieści o tym samym tytule Carlo Collodiego.
Premiera we Włoszech odbyła się 1 listopada 2009 (cz. I) i 2 listopada 2009 (cz. II). Pierwszą część obejrzało 7 723 tysięcy widzów (31,79% udziału). Druga część zgromadziła przed telewizorami 7 484 tysiące widzów (26,39% udziału).

## Fabuła
Drewniany pajacyk o imieniu Pinokio ożywa i staje się prawdziwym chłopcem. Stolarz Geppetto, który go wystrugał, jest najszczęśliwszym ojcem na świecie. Pinokio przeżywa wiele przygód, które uświadamiają mu, iż bycie synem wcale nie jest takie proste. Z kolei stary majster Geppetto robi wszystko, co w jego mocy, żeby być dobrym ojcem.

## Obsada
- Robbie Kay jako Pinocchio
- Bob Hoskins jako Geppetto
- Luciana Littizzetto jako Mówiący Świerszcz
- Violante Placido jako wróżka
- Margherita Buy jako nauczycielka
- Joss Ackland jako Majster Wisienka
- Thomas Sangster jako Knot
- Toni Bertorelli jako Lis
- Francesco Pannofino jako Kot
- Maurizio Donadoni jako Ogniojad
- Bianca D'Amato jako Elisa
- Alessandro Gassman jako Carlo Collodi

## Wersja polska
- Wersja polska: na zlecenie SPI International Polska – Studio Sonoria
- Tekst: Katarzyna Tryc
- Czytał: Piotr Borowiec

Film został wydany na dwóch DVD.